# Iulia Helbet
Iulia Helbet (n. 31 mai 1988, Chișinău, RSS Moldovenească, URSS) este o jucătoare de tenis de câmp din Republica Moldova.

## Activitate
Helbet a câștigat două titluri la dublu în circuitul feminin ITF. La 13 septembrie 2010 a ocupat cea mai bună poziție a carierei la simplu, nr. 1085 în lume, iar la 27 iulie 2015 ea a atins poziția 590 în clasamentul la dublu.

## Finale ITF
| Legendă                    |
| -------------------------- |
| Turnee de 100.000 dolari   |
| Turnee de 75.000 dolari    |
| Turnee de 50.000 de dolari |
| Turnee de 25.000 de dolari |
| Turnee de 10.000 de dolari |

| Rezultat | No. | Data               | Turneu             | Suprafață | Partener            | Adversari                              | Scor                  |
| -------- | --- | ------------------ | ------------------ | --------- | ------------------- | -------------------------------------- | --------------------- |
| locul 2  | 1.  | 18 august 2012     | București, România | Zgură     | Sofiko Kadzhaya     | Laura-Ioana Andrei Raluca Elena Platon | 6–3, 2–6, [5–10]      |
| locul 2  | 2.  | 12 septembrie 2014 | București, Romania | Zgură     | Ioana Ducu          | Raluca Ciufrila Andreea Ghițescu       | 7–6(7–2), 1–6, [7–10] |
| locul 2  | 3.  | 10 octombrie 2014  | Albena, Bulgaria   | Zgură     | Isabella Shinikova  | Lenka Kunčíková Karolína Stuchlá       | 2–6, 4–6              |
| locul 1  | 1.  | 12 decembrie 2014  | Tel Aviv, Israel   | Hard      | Marta Paigina       | Valeria Patiuk Keren Shlomo            | 6–4, 6–2              |
| locul 1  | 2.  | 28 iulie 2018      | Telavi, Georgia    | Zgură     | Nadezda Gorbachkova | Melis Sezer İpek Öz                    | 1–0 ret.              |